# ۸۹۲ (خورشیدی)
۸۹۲ هشتصد و نود و دومین سال هجری خورشیدی است.

## زادگان
- ۱۳ اسفند - شاه طهماسب یکم، (درگذشت: ۹۵۵)